# Ryan Simpkins
Ryan Simpkins (New York, 25 maart 1998) is een Amerikaans actrice. Ze speelde in diverse films, waaronder SherryBaby, A Single Man en Fear Street Part Two: 1978.
Ze is de oudere zus van acteur Ty Simpkins.

## Filmografie

### Film
- 2006: SherryBaby, als Alexis Parks
- 2008: Gardens of the Night, als jonge Leslie Whitehead
- 2008: Pride and Glory, als Shannon Egan
- 2008: Revolutionary Road, als Jennifer Wheeler
- 2009: Balls Out: The Gary Houseman Story, als Amy Daubert
- 2009: A Single Man, als Jennifer Strunk
- 2009: Surveillance, als Stephanie
- 2010: Sitter Street, als Ramona
- 2011: Jeremy Fink and the Meaning of Life, als Lizzy Muldoun
- 2011: Twixt, als Caroline
- 2012: 1426 Chelsea Street, als Grace
- 2012: Arcadia, als Greta
- 2013: Space Warriors, als Lacey Myers
- 2015: Anguish, als Tess
- 2017: Brigsby Bear, als Aubrey Pope
- 2017: The House, als Alex Johansen
- 2018: Ladyworld, als Dolly
- 2021: Fear Street Part One: 1994, als Alice
- 2021: Fear Street Part Two: 1978, als Alice
- 2021: Fear Street Part Three: 1666, als Alice
- 2022: Please Baby Please, als Dickie
- 2023: Edge of Everything, als Caroline
- 2024: Beach Logs Kill, als nummer 36
- 2024: The Exorcism, als Lee Miller
- 2024: Interloper, als Ruby

### Televisie
- 2020: Wayward Guide of the Untrained Eye, als Jewel Irons
- 2023: Scott Pilgrim Takes Off, als 'Slate Girl' (stemrol)